# Parsau
Parsau er en kommune i Landkreis Gifhorn i den tyske delstat Niedersachsen. Den ligger i den østlige del af amtet (Samtgemeinde) Brome.

## Geografi
Parsau ligger mellem naturparkerne Südheide og Drömling på en istids gestryg.

### Inddeling
I kommunen ligger landsbyerne:
- Ahnebeck (130 indbyggere), lige nord for Parsau
- Croya (393 indbyggere), unmittelbar nordöstlich von Ahnebeck
- Kaiserwinkel (101 indbyggere), östlich von Parsau
- Parsau (1.189 indbyggere)

30. Juni 2013
- Enklaven Giebel, der er et kommunefrit område (med 7 indbyggere) hører under Parsau.